# La última página
La última página es el segundo extended play de la cantante española Chiara Oliver, publicado el 31 de enero de 2025 por el sello Universal Music Spain. Este trabajo continúa la narrativa iniciada en su primer EP, La libreta rosa, y refleja las experiencias de la artista tras su participación en Operación Triunfo 2023. El EP debutó en el número 2 de la lista oficial de álbumes en España publicada por Promusicae y alcanzó el número 1 en la lista de vinilos.

## Antecedentes
Tras el éxito de La libreta rosa, Chiara Oliver decidió dar continuidad a su proyecto musical con un segundo EP que cerrara simbólicamente esa etapa. En una entrevista, la artista expresó: «Sentí que con La libreta rosa faltaban cosas por decir».
Así nació La última página, que incluye canciones compuestas durante y después de su paso por la academia de Operación Triunfo 2023.

## Producción y lanzamiento
Después del éxito de La libreta rosa, Chiara Oliver comenzó a trabajar en su segundo proyecto discográfico con la intención de cerrar el capítulo emocional y artístico que había iniciado durante su paso por Operación Triunfo 2023. La última página surgió como una continuación natural, pero también como una evolución. Si en su primer EP la artista presentaba un universo íntimo y reflexivo, en este nuevo trabajo mostró una versión más segura y consolidada de sí misma, tanto en lo musical como en lo personal.
Gran parte de las canciones que componen La última página fueron escritas entre finales de 2023 y mediados de 2024, una etapa marcada por la transición entre la exposición pública del concurso y el inicio de su carrera profesional. A nivel conceptual, el título simboliza el cierre definitivo de esa libreta emocional con la que se dio a conocer.
El EP se presentó oficialmente el 31 de enero de 2025 en todas las plataformas digitales, acompañado de una cuidada campaña de promoción en redes sociales en la que Chiara compartió fragmentos de letras, ilustraciones y referencias visuales al universo narrativo del disco. Paralelamente, se puso a la venta una edición física en CD, y una edición especial en vinilo marmoleado en tonos rosa y rojo que incluía tanto La libreta rosa como La última página en un solo pack. Esta edición limitada también incorporaba un bonus track titulado «About time», así como una selección de textos manuscritos y fotografías inéditas de la artista, reforzando la dimensión íntima y emocional del proyecto.

## Promoción

### Sencillos
El primer sencillo del EP, «Bucle», fue lanzado en diciembre de 2024 y marcó el inicio de la nueva era musical de Chiara Oliver.
Poco después, la artista presentó «Blabla», un segundo adelanto con un tono más irónico y desenfadado, en contraste con la melancolía de su primer sencillo. Este tema permitió a Chiara explorar una faceta más lúdica, sin perder la carga emocional que caracteriza sus letras.
El tercer sencillo, «Otro día», cerró la trilogía de lanzamientos antes del estreno del EP completo. La canción fue especialmente significativa para el público que siguió su paso por Operación Triunfo, ya que Chiara la interpretó en varias ocasiones dentro de la academia, convirtiéndola en una de sus composiciones más personales y reconocibles.

### Gira musical
La última página fue integrado en la segunda parte de la gira nacional de Chiara Oliver, titulada La libreta rosa tour. Esta gira, que comenzó en septiembre de 2024 y finalizó en octubre de 2025, incluyó un total de 46 conciertos en España, México, Argentina y Chile. Durante la segunda etapa de la gira, Chiara interpretó canciones de ambos EPs, ofreciendo a sus seguidores una experiencia completa de su evolución artística.

## Listado de canciones
| La última página |                         |                                                                     |                   |          |  |
| N.º              | Título                  | Escritor(es)                                                        | Productor(es)     | Duración |  |
| 1.               | «Bucle»                 | Chiara Oliver, Nico Cotton, Ana Julieta Calavia, Raul Gomez         | Nico Cotton       | 3:23     |  |
| 2.               | «Blabla»                | Chiara Oliver, Nico Cotton, Ana Julieta Calavia, Raul Gomez         | Nico Cotton       | 3:23     |  |
| 3.               | «Otro día»              | Chiara Oliver, Nico Cotton                                          | Nico Cotton       | 4:06     |  |
| 4.               | «Tictac»                | Chiara Oliver, Martí Mora Julià, Daniel Berenguer                   | Sr. Chen          | 2:42     |  |
| 5.               | «Tulipanes»             | Chiara Oliver, Gala Nell                                            | Gala Nell         | 3:32     |  |
| 6.               | «Cómo aprender a volar» | Chiara Oliver, Violeta Hódar, Enrique Garcia Gonzalez, Nicolás Uriz | Quaiko, Gala Nell | 3:08     |  |
| 20:14            |                         |                                                                     |                   |          |  |

## Historial de lanzamiento
| País   | Fecha               | Formato                                           | Discográfica          | Ref.   |
| ------ | ------------------- | ------------------------------------------------- | --------------------- | ------ |
| Global | 31 de enero de 2025 | Descarga digital, Streaming, CD, Vinilo y Box Set | Universal Music Spain | [ 13 ] |

## Posicionamientos y listas
| País   | Asociación | Lista           | Primera semana       | Posición | Ref.   |
| España | Promusicae | Top 100 Vinilos | 7 de febrero de 2025 | 1        | [ 14 ] |
| España | Promusicae | Top 100 Álbumes | 7 de febrero de 2025 | 2        | [ 15 ] |